# Allium jakuticum
Allium jakuticum — вид рослин з родини амарилісових (Amaryllidaceae); ендемік Якутії.

## Опис
Багаторічна трава. Кореневище горизонтальне, довжиною 15–25 мм з пурпуровим корінням. Цибулини 1–6 скупчені, циліндрично-конічні, без цибулинок, діаметром 10–15 мм, зовнішні оболонки коричневі, внутрішні — трохи фіолетові. Стеблина висотою 19–27 см, шириною 1–2 мм, гола, злегка ребриста. Листків 4–10, плоскі, лінійні, 9–25 см завдовжки, 1–2 мм завширшки. Зонтик субкулястий, щільний, висотою 15–30 мм, шириною 20–30 мм, без цибулинок; квітконоси рівні. Квітки жовтувато-рожеві; внутрішні листочки оцвітини яйцюваті, тупі, довші за зовнішні, 6–7 мм завдовжки, 3–4 мм завширшки, рожеві, у сухому стані жовті; зовнішні — човноподібні, округло-еліптичні, майже яйцюваті, довжиною 5–6 мм, шириною 2.5–3 мм, з пурпуровою жилкою. Пиляки жовті, жовто-коричневі. Зав'язь жовто-коричнева. Насіння чорне, довжиною 3 мм.
Період цвітіння: липень — початок серпня.

## Поширення
Ендемік Якутії.
Населяє степові та трав'яні луки, лише з південних боків річок Лена та Амга.